# Stig Leijonhufvud
Stig Axel Leijonhufvud, född 31 augusti 1906 i Undenäs församling i Skaraborgs län, död 17 mars 1985 i Sankt Matteus församling i Stockholm, var en svensk friherre och militär.

## Biografi
Leijonhufvud avlade studentexamen vid Högre realläroverket å Norrmalm i Stockholm 1925. Han antogs samma år som officersaspirant vid fortifikationen och utnämndes 1926 till korpral och furir. Han blev elev vid Kungliga Krigsskolan 1926, utnämndes 1927 till fanjunkare och avlade officersexamen vid Krigsskolan 1927, varpå han utnämndes till fänrik i fortifikationen senare samma år. Han gick Allmänna fortifikationskursen vid Artilleri- och ingenjörhögskolan 1930–1932 samt befordrades till major 1947 och till överstelöjtnant 1952. Åren 1954–1963 var han stabschef hos generalintendenten och chef för Chefsexpeditionen (från 1959 Centralbyrån) vid Arméintendenturförvaltningen. Han gick en kurs vid Försvarshögskolan 1955 och befordrades 1958 till överste. Leijonhufvud var chef för Centralplaneringen vid Försvarets intendenturverk 1963–1966. Han har också varit intendent vid Svenska träforskningsinstitutet.
Stig Leijonhufvud var son till statistikern Sten Sperling Leijonhufvud och Anna Gustafva Maria Svensson. Han var gift 1931–1947 med Fiken Iris Dagmar Stenkil och från 1948 med Ingrid Bæcklund. Han är begravd på Norra begravningsplatsen i Solna.

## Utmärkelser
- Riddare av Svärdsorden, 1947.[11]
- Kommendör av Svärdsorden, 4 juni 1965.[12]